# Gens-du-Sang
Pour les articles homonymes, voir Blood.
Les Gens-du-Sang, aussi appelés Sang, Blood, Kainai et Kainah, sont une des trois nations nord-amérindiennes pieds-noirs du Canada. Ils vivent principalement dans la réserve Blood 148, dans la province de l'Alberta, depuis la signature du Traité numéro 7 en 1877. En avril 2016, la bande avait une population totale inscrite de 12 182 membres.

## Terminologie
« Gens-du-Sang » est un exonyme qui s'orthographie aussi sans tiret et qui s'abrège couramment en « Sang », traduction de l'anglais « Blood », lui-même dérivé du nom cri « Miko-Ew » qui signifie « taché de sang »[réf. nécessaire]. L'endonyme pied-noir de cette nation est « A-kainah », qui est retranscrit sous différentes orthographes (« Akainawa », « Kainawa », « Akainai », « Kainai » ou « Kainah ») et qui signifie « plusieurs chefs ».
Selon une légende, après que la nation pied-noir se divisa en trois camps pour mieux défendre son territoire, un homme du camp du nord aurait visité le camp des Gens-du-Sang au sud-est, qui avait été victime de feux de prairies, et aurait demandé à voir le chef. Puisque chaque personne rencontrée lui aurait dit qu'elle était le chef, il aurait donné à cette tribu le nom d'Akainai ou « plusieurs chefs ».

## Géographie
Le territoire de chasse ancestral des Gens-du-Sang faisait partie du territoire de la Confédération des Pieds-Noirs qui couvrait le Sud de la province canadienne de l'Alberta et le Nord de l'État américain du Montana. Les Gens-du-Sang occupaient la portion entre les rivières La Biche (Red Deer en anglais) et Belly jusqu'au milieu du XIXe siècle. Ensuite, ils ont migré vers le sud, vers le lac Pakowki et les rivières Belly et Teton, pénétrant régulièrement dans le Montana. Depuis la signature du traité numéro 7 en 1877, ils vivent principalement dans la réserve indienne Blood 148 qui couvre une superficie de 1 400 km2 et qui est située dans le Sud de l'Alberta, près de la frontière entre le Canada et les États-Unis. Il s'agit de la plus grande réserve indienne en superficie au Canada.

## Histoire

### Origines
Les Gens-du-Sang étaient à l'origine un peuple nomade qui subsistait principalement grâce à la chasse au bison dont ils suivaient les troupeaux dans les plaines. Selon les premiers explorateurs, les Pieds-Noirs vinrent dans les plaines à partir des forêts de l'est, les régions qui forment aujourd'hui la Saskatchewan et le Manitoba. Cependant, déjà à cette époque, les Pieds-Noirs avaient perdu toutes caractéristiques des Indiens des Forêts au profit de celles des Indiens des Plaines.
Il existe plusieurs théories à propos de l'origine des Pieds-Noirs, mais la plus commune est que la nation, assaillie de tous côtés, aurait décidé de se diviser en trois camps principaux afin de défendre les frontières de son territoire : contre les Cris au nord, les Indiens des Montagnes au sud-ouest et contre les Corbeaux, les Assiniboines et les Sioux au sud-est. La nation des Gens-du-Sang se développa dans le camp du sud-est.

### Introduction des chevaux

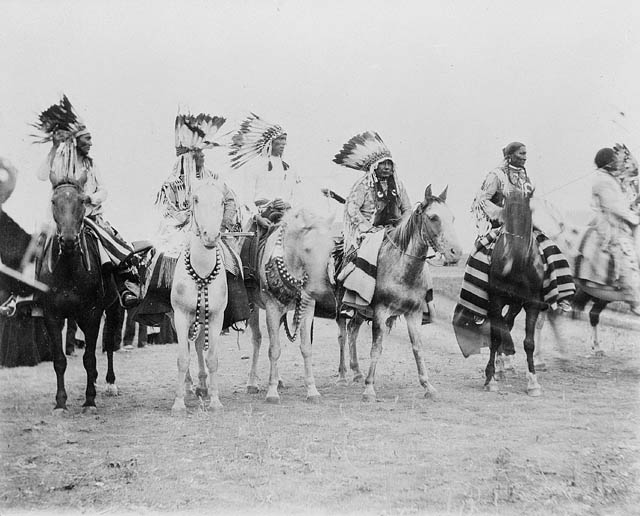
Des guerriers pieds-noirs montés à cheval, en 1907

Le mode de vie des Gens-du-Sang subit son premier grand changement lors de l'introduction du cheval au début des années 1700. Ces chevaux arrivaient du sud et étaient des descendants des chevaux apportés par les Espagnols dans la région du Mexique. Les chevaux permirent aux Gens-du-Sang de modifier leurs techniques de chasse et leurs stratégies militaires. La possession de plusieurs chevaux devint rapidement un signe de richesse et les vols de chevaux entre nations amérindiennes ennemies étaient courants.

### Contact avec les Européens

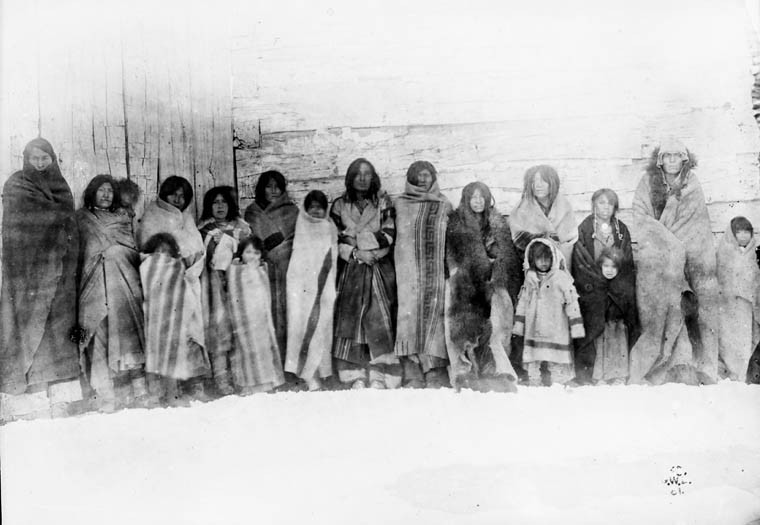
Des Gens-du-Sang au, en 1881

Une épidémie de variole toucha durement les Gens-du-Sang en 1837. La maladie a été apportée en Amérique du Nord à bord de navires européens et les nations amérindiennes n'avaient jamais été en contact avec elle. La population estimée des Gens-du-Sang passa de 3 600 à 2 000 individus entre 1832 et 1841.

## Démographie
Depuis le XIXe siècle, les Gens-du-Sang habitent principalement sur la réserve Blood 148 en Alberta. En 2013, les Gens-du-Sang ont une population inscrite de 3 994 membres.
Lors du dernier recensement de Statistiques Canada datant de 2006, les Gens-du-Sang avait une population de 4 195 individus. Selon le même recensement la réserve Blood 148 comprenait 4 177 habitants dont 99,5 % étaient des Nord-Amérindiens.
En 2006, l'âge médian des Gens-du-Sang était de 26 ans tandis que la moyenne provinciale était de 36 ans ; en fait, 40 % des Gens-du-Sang étaient âgés de moins de 20 ans.
| Année | Population |
| ----- | ---------- |
| 1809  | 800        |
| 1823  | 2 400      |
| 1832  | 3 600      |
| 1841  | 2 000      |
| 1854  | 2 160      |
| 1870  | 1 696      |
| ...   | ...        |
| 2001  | 3 815      |
| 2006  | 4 177      |
| 2013  | 3 994      |

En avril 2016, selon Affaires autochtones et Développement du Nord Canada, la bande de Blood avait une population totale inscrite de 12 182 membres dont 8 430 vivaient sur une réserve.

## Politique
La nation des Gens-du-Sang est dirigée par un conseil tribal composé d'un chef et de onze conseillers élus démocratiquement par les membres de la nation pour un mandat de quatre ans. Le chef actuel est Charles Weasel Head. Le leadership de la nation comprend également des gestionnaires seniors non élus, dont le chef exécutif,.
| mandat      | fonction    | nom                   |
| ----------- | ----------- | --------------------- |
| 2012 - 2016 | chef        | Charles Weasel Head   |
| 2012 - 2016 | conseillers |                       |
| 2012 - 2016 | #1          | Mike Bruised Head     |
| 2012 - 2016 | #2          | Dorothy First Rider   |
| 2012 - 2016 | #3          | Marcel Weasel Head    |
| 2012 - 2016 | #4          | Lance Tailfeathers    |
| 2012 - 2016 | #5          | Dexter Bruised Head   |
| 2012 - 2016 | #6          | Franklyn White Quills |
| 2012 - 2016 | #7          | Frank Black Plume     |
| 2012 - 2016 | #8          | Myron Eagle Speaker   |
| 2012 - 2016 | #9          | Al Black Water        |
| 2012 - 2016 | #10         | Billy Wadsworth       |
| 2012 - 2016 | #11         | Nolan Little Bear     |

| Années      | Nom                                        |
| ----------- | ------------------------------------------ |
| 1956 à 1980 | Jim Shot Both Sides (dernier chef non élu) |
| 1980 à 1996 | Roy Fox                                    |
| 1996 à 2004 | Chris Shade                                |
| Depuis 2004 | Charles Weasel Head                        |

## Services

### Éducation
La tribu a sa propre commission scolaire, le Kainai Board of Education (littéralement le « conseil d'éducation Kainai »), qui est responsable de l'éducation des membres de la nation. Celle-ci comprend cinq écoles : Kainai High School, Tatsikiisapo'p Middle School, Aahsaopi Elementary School, Saipoyi Elementary School et Kainai Alternate Academy. À l'extérieur de la réserve, il y a aussi le Red Crow Community College (littéralement le « collège communautaire Red Crow »), également appelé Mi’Kai’sto Red Crow Community College, à Cardston qui offre de programmes destinés aux Gens-du-Sang.
Selon le recensement de 2006 de Statistiques Canada, 50 % des Autochtones de 15 ans et plus de Blood 148 n'ont aucun diplôme, 9 % n'ont qu'un diplôme d'études secondaires et 4,5% ont un diplôme universitaire. Leur principal domaine d'études est « le commerce, la gestion et l'administration publique ».

### Santé
La nation des Gens-du-Sang comprend un département de la santé, le Blood Tribe Department of Health (littéralement le « département de la santé de la tribu Sang »).

### Sécurité
La tribu a son propre corps policier nommé Blood Tribe Police Service (littéralement « Service de police de la tribu Sang ») basé à Stand Off qui a juridiction sur les réserves Blood 148 et Blood 148A.

### Filmographie
- (en) Circle of the Sun, de Colin  Low, Office national du film du Canada, 1960 [présentation en ligne].